# Phytoliriomyza pteridii
Phytoliriomyza pteridii este o specie de muște din genul Phytoliriomyza, familia Agromyzidae, descrisă de Spencer în anul 1973. Conform Catalogue of Life specia Phytoliriomyza pteridii nu are subspecii cunoscute.